# Winter Boy - Le Lycéen
Winter Boy - Le Lycéen (Le Lycéen) è un film del 2022 scritto e diretto da Christophe Honoré.
Il film è stato presentato in anteprima nel programma Contemporary World Cinema al Toronto International Film Festival del 2022, e successivamente è stato presentato in concorso al 70º Festival internazionale del cinema di San Sebastián e fuori concorso al quarantesimo Torino Film Festival.

## Trama
Lucas Ronis è un diciassettenne che abita in un piccolo paese della Savoia col padre Claude, odontotecnico, e la madre Isabelle, casalinga, mentre il fratello maggiore Quentin vive a Parigi, dove coltiva le sue aspirazioni di diventare un artista famoso. Poiché il liceo che frequenta si trova distante da casa, durante la settimana vive in collegio e ha una relazione gay con un altro ragazzo che ne è ospite.
Un giorno, mentre è nell'auto guidata da suo padre che lo sta accompagnando a scuola, ha un piccolo incidente automobilistico, fortunatamente senza conseguenze. Poco tempo dopo però accade che l'auto di suo padre, uscita dalla corsia di marcia, venga travolta da un camion, uccidendo Claude sul colpo. Lucas ne è sconvolto, e vorrebbe lasciare la scuola per restare vicino a sua madre. Per fargli cambiare aria, questa accetta la proposta, avanzata da Quentin, che Lucas vada a stare con lui a Parigi per qualche tempo.
Nella capitale, Quentin è indaffarato perché sta allestendo la sua prima esposizione temporale, e non ha molto tempo da dedicare al fratello. Lucas durante il giorno gira per la città rimorchiando ragazzi sconosciuti e frequentando le chiese, nelle quali pone spesso delle domande sulla morte e sulla fede ai preti che incontra. Sviluppa anche una buona intesa con Lilio, un ragazzo nero già compagno di scuola e ottimo amico di suo fratello. Quando Lucas scopre che Lilio si dedica anche alla prostituzione maschile, chiede di esservi introdotto, ma Lilio rifiuta, considerando anche la giovane età del suo amico. Quando ciò arriva alle orecchie di Quentin, questi arriva quasi a rompere i rapporti con Lilio, ma Lucas parla in favore dell'amico.
Tornato in Savoia, la depressione in cui Lucas è piombato sembra essere addirittura peggiorata, anche la dinamica dell'incidente in cui aveva perso la vita Claude fa sorgere in lui il dubbio che possa essersi trattato di un suicidio. Ed è Lucas stesso a tentarlo, tagliandosi le vene in auto mentre con la madre sta andando a parlare della sua situazione scolastica con gli insegnanti. Dopo essere rimasto ricoverato per molti giorni in un reparto psichiatrico dell'ospedale di Chambéry senza profferire parola, Lucas torna lentamente alla normalità grazie al supporto dei suoi familiari e di Lilio.

## Produzione

### Genesi e sviluppo
Per creare la parte di Lucas, Christophe Honoré si è ispirato alla sua vita.
(Christophe Honoré)

### Assegnazione delle parti
La ricerca dell'attore per il ruolo del protagonista durò tre mesi. Paul Kircher fu selezionato tra più di trecento adolescenti.. Per prepararsi al ruolo, Christophe Honoré gli chiese espressamente di leggere La bella stanza è vuota di Edmund White e di guardare Ai nostri amori de Maurice Pialat, per impregnarsi del personaggio di Lucas.
Per il ruolo del fratello di Lucas, Christophe Honoré si rivolse a Vincent Lacoste. Si trattò della loro terza collaborazione, dopo Plaire, aimer et courir vite e L'hotel degli amori smarriti.

## Accoglienza critica
Il film è stato globalmente molto apprezzato dalla critica e ha ricevuto dalla stampa una media di 3,8/5 su AlloCiné.
Il critico Jean-Marc Lalanne di Les Inrockuptibles considera Le Lycéen «un fuoco d'artificio vivace e virtuoso, nel quale tutte le possibilita espressive del cinema raggiungono un punto d'incandescenza», mais allo stesso tempo «un oggetto di godimento estetico».
Su Le Monde, Jacques Mandelbaum scrive che se Christophe Honoré «ha saputo ammirevolmente restituire la complessa alchimia di questo passaggio che è l'adolescenza», ciò è in parte dovuto «al suo giovane attore, Paul Kircher, che possiede, senza forzature e a un livello sommamente cinegenico, queste virtù».. Infine, Le Parisien vi vede «un film d'ispirazione autobiografica estremamente sensibile, sensuale e toccante» e sottolinea «il singolare fascino» di Paul Kircher, «che rivela un'incredibile presence [scenica] e conferisce a questo dramma una sincerità spiazzante».
Per L'Humanité, «mettendosi a nudo come non mai, Christophe Honoré offre uno specchio alla nostra epoca inquieta senza mai dimenticare la gioia, la leggerezza e la spensieratezza alle quali hanno diritto tutti gli adolescenti».
La rivista Première considera che «dall'insieme si sprigiona uno strano miscuglio di vulnerabilità e forza, ma anche qualcosa di morbido, di riconfortante».
Per Libération, «è toccante ritrovare la freschezza dello sguardo del cineasta in questo ritratto adolescenziale, che abbraccia in un sol colpo qualcosa di egoistico, indisponente, tragico, questa idiozia romantica di un giovane che si riempie la testa con idee sinistre».

## Riconoscimenti
- 2022 - Festival internazionale del cinema di San Sebastián[13]
  - Miglior attore protagonista a Paul Kircher
  - Nomination  Golden Seashell al miglior film
  - Nomination Sebastiane Award al miglior film
- 2022 - Cinemania[14]
  - Miglior attore a Paul Kircher
- 2022 - Premio Louis-Delluc[15]
  - Nomination Miglior film
- 2023 - Premio César[16]
  - Nomination Migliore promessa maschile
- 2023 - Premio Lumière[17]
  - Nomination Migliore sceneggiatura
  - Nomination Rivelazione maschile